# New Orleans is the New Vietnam
New Orleans is the New Vietnam (deutsch „New Orleans ist das neue Vietnam“) ist ein Lied der Sludge-Band EyeHateGod. Das Lied wurde im August 2012 als Single veröffentlicht und stellt die erste Veröffentlichung neuen Tonmaterials der Band seit den Ereignissen um Hurrikan Katrina im Jahr 2005, welche sich einschneidend auf die Bandgeschichte ausgewirkt hatten.
EyeHateGod veröffentlichten New Orleans is the New Vietnam als einseitige 7" Vinyl-Single am 30. August 2012. Die Single sollte als Lebenszeichen der Band, die Europe is the New Vietnam betitelte Europatour begleiten und einen Vorboten für das geplante Album darstellen.

## Wirkung
Der Titel des Songs weckte bei vielen Fans und Journalisten Assoziationen hinsichtlich jener Ereignisse, welche Hurrikan Katrina nach sich gezogen hatte und die noch im Jahr der Veröffentlichung der Single von Bedeutung waren. Mike Williams, der im Zuge der Ereignisse vorübergehend inhaftiert wurde und im Nachhinein mittel- und obdachlos wurde, schließt den Zusammenhang zwar nicht kategorisch aus, erklärt den Titel des Songs jedoch vornehmlich als ein Wortspiel.

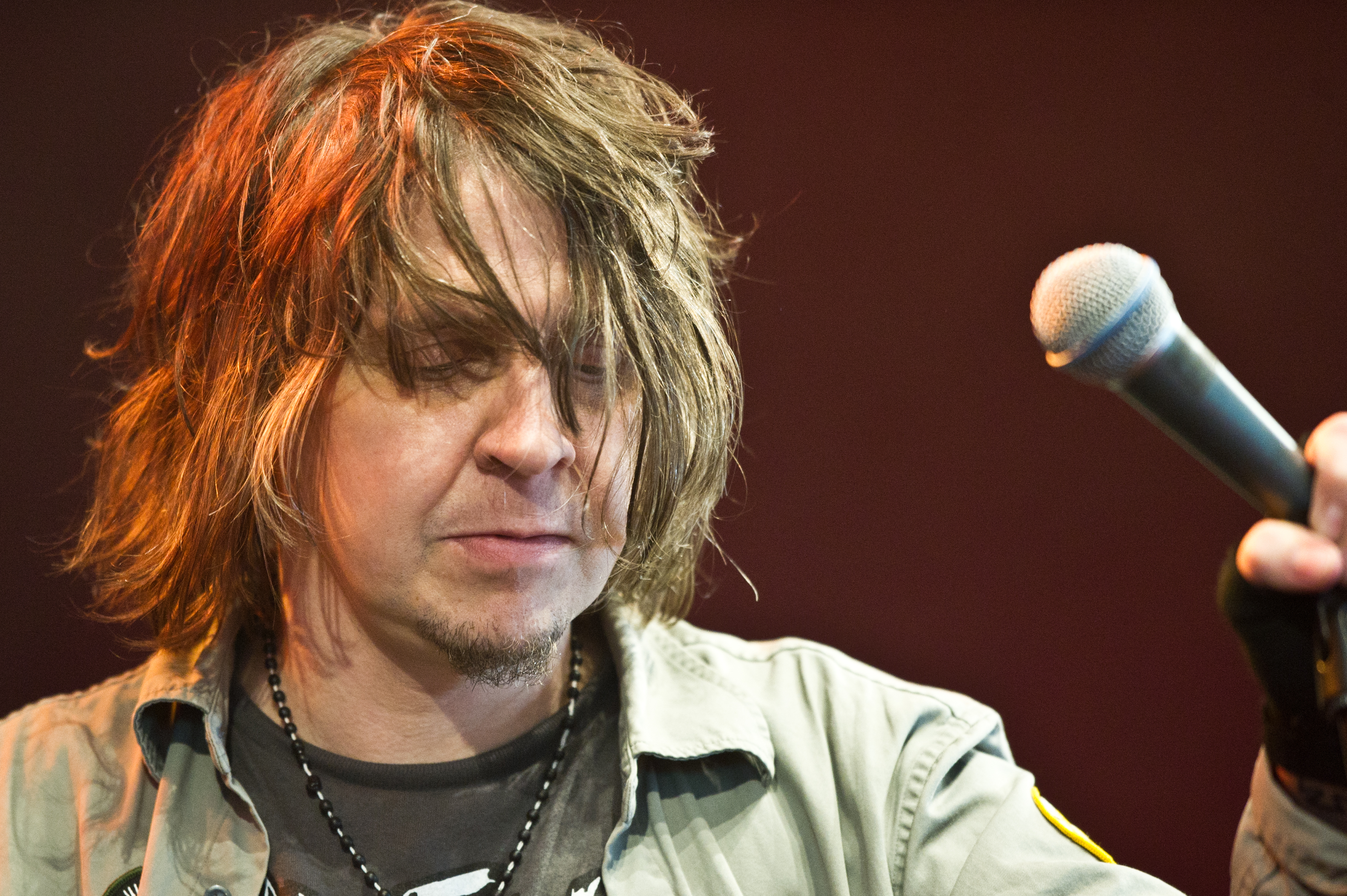
Sänger Mike Williams bei einem Auftritt 2011

„Ich vermute, es hat eine Menge mit der Katrina-Sache zu tun und damit, dass es immer noch eine Menge Viertel gibt, die verlassen sind und ich glaube, die Mordrate hier hat wieder einen Höchststand. All das kann auf den Song bezogen werden, das war wohl auch in meinem Hinterkopf, als ich über den Titel nachdachte, aber hauptsächlich waren es ein paar Worte, von denen ich glaubte, dass sie cool zusammen klingen.“

„Es wäre dumm den Vergleich mit dem Krieg in Vietnam anszusetzen, so schlimm ist es im Ganzen nicht. Es ist nur ein guter, hart klingender Titel.“

## Varianten
Auf der B-Seite der Single befand sich kein Song, sondern eine Einprägung des Bandnamens. Die Aufnahme für New Orleans is the New Vietnam fand zwar mit professionellem Equipment in Phil Anselmos Nodferatu’s-Liar-Studio in Mike Williams Haus statt, jedoch unter Bedingungen einer Live-Demoaufnahme. Eine erneute, professionellere Aufnahme des Songs war laut Williams zu Beginn für das Album angedacht, wurde letztendlich jedoch nicht produziert.
Die Single wurde über das kleine Label A389 Recordings aus Baltimore veröffentlicht. Die Wahl fiel auf Don Romeo, den Besitzer der Plattenfirma, weil dieser als alter Freund der Band, sich schon öfter als zuverlässiger Konzertagent erwiesen hatte, schon länger mit EyeHateGod kooperieren wollte und den Bandmitgliedern die Gestaltungen der bisherigen Veröffentlichungen des Labels gefielen.
Die 7-Zoll-Vinylsingle erschien in sechs verschiedenen Varianten. In der regulären schwarzen Version sowie in limitierten Versionen in Gold, Grün, Camouflage, Violett und einer schwarz-orangen Halloween-Variante.

## Kritik
Der Release wurde von der Kritik positiv aufgenommen. Das Polari Magazine hob besonders die Rhythmusarbeit von LaCaze und Marder hervor.
Auch Axl Rosenberg vom Onlineportal Metal Sucks lobt die Single und bezeichnet sie als einfach, catchy, bluesig und dermaßen dreckspritzend, dass der Konsument vom Hören Hepatitis bekommen könnte.

## Belege

### Zitate im originalen Wortlaut
1. ↑  I guess, it has a lot to do with the Katrina thing and how there's still a lot of neighbourhoods that are still abandoned and I think right now we have the highest murder rate again. All of that could pertain to the song, so that was probably all in the back of my head when I thought of the title, but it was mainly just words that I thought sounded cool.
2. ↑  It would be silly to compare to the war in Vietnam, it's not that bad at all. It's just a good heavy-sounding title.